# Maya Memsaab
Maya Memsaab (Devnagari: माया मेमसाब) – indyjski film wyreżyserowany w 1992 przez Ketan Mehta. Film jest uwspółcześnioną i przeniesioną w realia Indii wersją Pani Bovary Gustave Flauberta. Film jest współprodukcją indyjsko-francusko-brytyjską, stąd większa śmiałość scen erotycznych i krótsze piosenki.

## Fabuła
Młoda piękna Maya (Deepa Sahi) żyje marzeniami w domu swojego ojca. Jej inteligencja, ale i wysokie wymagania stawiane życiu odstraszają od niej mężczyzn. Kiedy wreszcie w jej życiu pojawia się lekarz Charu Das (Farooq Shaikh), Maya poślubiając go liczy na to, że małżeństwo przede wszystkim zaspokoi głód jej duszy, spełni jej nienazwane tęsknoty, marzenia. Tymczasem codzienność życia na prowincji z zapracowanym zwyczajnym mężem nie wypełnia pustki życia Mayi. Nawet narodziny córeczki nie uszczęśliwiają jej. Maya wciąż czeka na coś więcej, na coś niezwykłego. Na tę jej tęsknotę odpowiada młody zepsuty romansami Rudra Pratap Singh (Raj Babbar). Uwodzi Mayę, a potem porzuca ją zmęczony jej pragnieniem niepowtarzalności przeżyć i jej chęcią oddania się miłości do końca. Maya próbuje zapełnić pustkę życia przedmiotami, oddaje się z pasją zakupom przekraczającym możliwości finansowe jej męża. W tajemnicy przed nim zadłuża się u handlarza Laljii (Paresh Rawal). Ale piękne rzeczy też jej nie sycą. Daje się więc uwieść kolejnemu mężczyźnie Lalitowi (Shah Rukh Khan), którego niewinne zauroczenie nią kiedyś ją rozczuliło. I nadal czuje czczość życia wypełnionego teraz kłamstwem, pożądaniem, poczuciem winy i strachem przed długami. Pustkę tego życia wypełnia myśl o śmierci.

## Obsada
- Deepa Sahi – Maya
- Farooq Shaikh – mąż Mayi
- Shah Rukh Khan – Lalit (kochanek Maya)
- Paresh Rawal – Lalaji
- Raj Babbar – Rudra
- Om Puri – inspektor
- Raghuvir Yadav

## Piosenki
- Chhaya Jagi – Hridayanath Mangeshkar
- Yeh Shehar Bada – Lata Mangeshkar
- Ek Haseen Nigah Ka – Kumar Sanu
- Khud Se Baatein – Lata Mangeshkar
- Mere Sarahane Jalao Sapne – Lata Mangeshkar
- O Dil Banjare – Lata Mangeshkar
- Muzyka: Hridayanath Mangeshkar